# Calabazas de Fuentidueña
Calabazas de Fuentidueña es un municipio y localidad española de la provincia de Segovia, en la comunidad autónoma de Castilla y León, perteneciente al partido judicial de Cuéllar.

## Toponimia
El 14 de septiembre de 1247, la localidad aparece mencionada como Calabaças en el Plan de distribución de rentas en el cabildo catedralicio de Segovia.
El origen del nombre propio puede hacer referencia a un cultivo o a la localidad de la que procedían los primeros pobladores procedentes del norte del Duero (Calabazanos, Palencia).
(I) Informa Plinio el Viejo sobre Hispania:
"... In uniuersam Hispaniã M. Varro peruenisse Iberos & Persas,& Phoenicas, Celtasque, Poenos tradit...
... M. Varro refiere que a toda Hispania llegaron Iberos, persas, fenicios celtas y púnicos..."
En dos diccionarios consultados del inglés al persa se da la etimología swamp [pantano] traducida como khaláb. Pascual Madoz hace alusión a caminos entre pantanos en las comunicaciones con poblaciones colindantes (v. art. Historia). (II)
De (I) a (II) datos del ensayo Vástagos de Hércules, pendiente de edición.

## Geografía

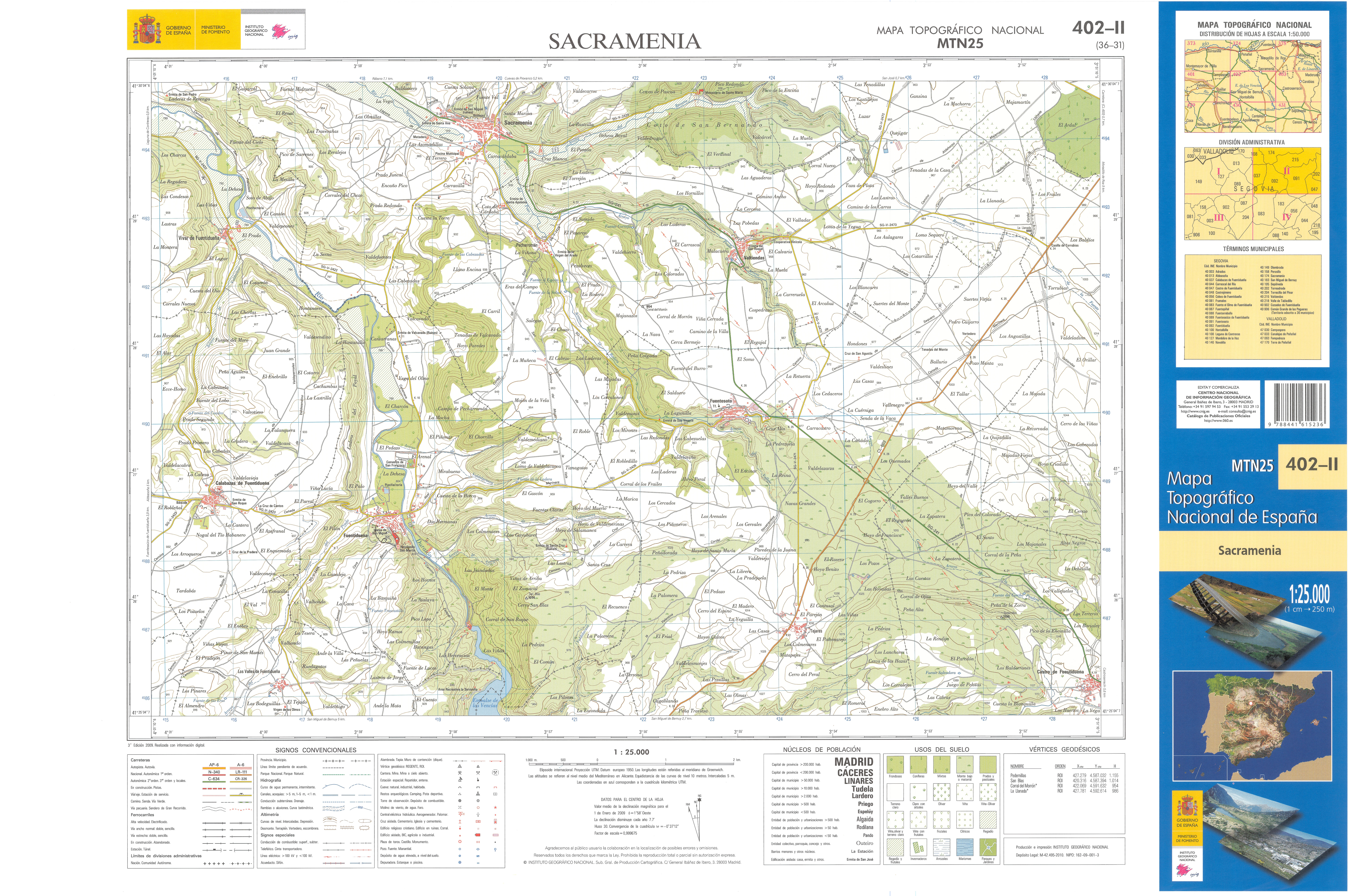
Fragmento de la hoja 402 del Mapa Topográfico Nacional de España de 2009 en el que se representa parte de Calabazas de Fuentidueña

La localidad se encuentra situada en la zona central de la península ibérica, en el extremo norte de la provincia de Segovia, y tiene una superficie de 14,90 km².
| Noroeste: Aldeasoña                  | Norte: Vivar de Fuentidueña | Noreste: Fuentidueña           |
| Oeste: Fuentesaúco de Fuentidueña    |                             | Este: Fuentidueña              |
| Suroeste: Fuentesaúco de Fuentidueña | Sur: Fuentepiñel            | Sureste: Valles de Fuentidueña |

### Clima
El clima de Calabazas de Fuentidueña es mediterráneo continentalizado, como consecuencia de la elevada altitud y su alejamiento de la costa, sus principales características son:
- La temperatura media anual es de 11,40 °C con una importante oscilación térmica entre el día y la noche que puede superar los 20 °C. Los inviernos son largos y fríos, con frecuentes nieblas y heladas, mientras que los veranos son cortos y calurosos, con máximas en torno a los 30 °C, pero mínimas frescas, superando ligeramente los 13 °C. El refrán castellano "Nueve meses de invierno y tres de infierno" lo caracteriza a la perfección.

- Las precipitaciones anuales son escasas (451,60mm) pero se distribuyen de manera relativamente equilibrada a lo largo del año excepto en el verano que es la estación más seca (72,80mm). Las montañas que delimitan la meseta retienen los vientos y las lluvias, excepto por el Oeste, donde la ausencia de grandes montañas abre un pasillo al Océano Atlántico por el que penetran la mayoría de las precipitaciones que llegan a Calabazas de Fuentidueña.

| Precipitaciones por estación (mm) |        |        |          |        |
| Primavera                         | Verano | Otoño  | Invierno | TOTAL  |
| 131,70                            | 72,80  | 123,10 | 124,00   | 451,60 |

En la Clasificación climática de Köppen se corresponde con un clima Csb (oceánico mediterráneo), una transición entre el Csa (mediterráneo) y el Cfb (oceánico) producto de la altitud. A diferencia del mediterráneo presenta un verano más suave, pero al contrario que en el oceánico hay una estación seca en los meses más cálidos.
| Parámetros climáticos promedio de Aldeasoña en el periodo 1966-2003                                                             | Parámetros climáticos promedio de Aldeasoña en el periodo 1966-2003 | Parámetros climáticos promedio de Aldeasoña en el periodo 1966-2003 | Parámetros climáticos promedio de Aldeasoña en el periodo 1966-2003 | Parámetros climáticos promedio de Aldeasoña en el periodo 1966-2003 | Parámetros climáticos promedio de Aldeasoña en el periodo 1966-2003 | Parámetros climáticos promedio de Aldeasoña en el periodo 1966-2003 | Parámetros climáticos promedio de Aldeasoña en el periodo 1966-2003 | Parámetros climáticos promedio de Aldeasoña en el periodo 1966-2003 | Parámetros climáticos promedio de Aldeasoña en el periodo 1966-2003 | Parámetros climáticos promedio de Aldeasoña en el periodo 1966-2003 | Parámetros climáticos promedio de Aldeasoña en el periodo 1966-2003 | Parámetros climáticos promedio de Aldeasoña en el periodo 1966-2003 | Parámetros climáticos promedio de Aldeasoña en el periodo 1966-2003 |
| Mes | Ene.                                                                | Feb.                                                                | Mar.                                                                | Abr.                                                                | May.                                                                | Jun.                                                                | Jul.                                                                | Ago.                                                                | Sep.                                                                | Oct.                                                                | Nov.                                                                | Dic.                                                                | Anual                                                               |
| --- | ------------------------------------------------------------------- | ------------------------------------------------------------------- | ------------------------------------------------------------------- | ------------------------------------------------------------------- | ------------------------------------------------------------------- | ------------------------------------------------------------------- | ------------------------------------------------------------------- | ------------------------------------------------------------------- | ------------------------------------------------------------------- | ------------------------------------------------------------------- | ------------------------------------------------------------------- | ------------------------------------------------------------------- | ------------------------------------------------------------------- |
| Precipitación total (mm) | 44.00                                                               | 39.20                                                               | 30.70                                                               | 47.60                                                               | 53.40                                                               | 33.40                                                               | 18.60                                                               | 20.80                                                               | 27.50                                                               | 46.80                                                               | 48.80                                                               | 40.90                                                               | 451.60                                                              |
| Fuente: Ministerio de Agricultura, Alimentación y Medio Ambiente. Datos de precipitación para el periodo 1966-2003 en Aldeasoña |                                                                     |                                                                     |                                                                     |                                                                     |                                                                     |                                                                     |                                                                     |                                                                     |                                                                     |                                                                     |                                                                     |                                                                     |                                                                     |

La inversión térmica es frecuente en Calabazas de Fuentidueña, especialmente en invierno, en situaciones anticiclónicas fuertes que impiden el ascenso del aire y concentran la poca humedad en el valle que baja a Vivar de Fuentidueña, dando lugar a nieblas persistentes y heladas. Este fenómeno finaliza cuando al calentarse el aire que está en contacto con el suelo se restablece la circulación normal en la troposfera; suele ser cuestión de horas, pero en condiciones meteorológicas desfavorables la inversión puede persistir durante días.

## Historia

### Edad Media
En 912, Gonzalo Fernández, conde de Castilla reconquista Sacramenia y su comarca.
En 937, Fernán González, conde de Castilla, dona el cercano monasterio de Santa María de Cárdaba al monasterio de San Pedro de Arlanza.
En 943, Asur Fernández, conde de Monzón, dona tierras situadas entre Peñafiel y Sacramenia al monasterio de San Pedro de Cardeña. 
En 983, Almanzor conquista Sacramenia y arrasa los escasos núcleos de población existentes en la comarca.
En 1013, Sancho García, conde de Castilla reconquista definitivamente Sacramenia y su comarca.
En 1120, una bula de Calixto II restaura la diócesis de Segovia dentro de cuyos límites se encuentra el municipio.
En 1247, el Plan de distribución de rentas en el cabildo catedralicio de Segovia menciona por primera vez a la localidad.
En 1336, las tropas de Jaime II de Aragón, aliado de Don Juan Manuel, atraviesan la comarca en dirección a Peñafiel.

«...por todos estos logares por do pasaron fecieron muchos robos et mucho daño, quemando las aldeas et matando los omes, et levando et robando todo cuanto fallaban. Et desque llegaron a Peñafiel fecieron eso mesmo en termino de Curiel et en termino de Fuentidueña».

En 1349, la comarca es azotada por la peste negra.
En 1447, Juan de Cervantes y Bocanegra, cardenal y obispo de Segovia visita su diócesis, dejando constancia de todos los problemas que deben ser subsanados. En el caso de Calabazas, el visitador deja constancia que el cura tenía el altar sucio.

### Edad Moderna
En 1554, se contrata a Juan Castaño, maestro de cantería, para construir la iglesia parroquial, cuya traza está firmada por Juan de Matienzo, maestro de cantería, veedor general de dichas obras.
En 1563, Felipe II ordena a Gaspar de Salcedo que averigüe el valor de las alcabalas de los lugares de Fuentepiñel, Calabazas y Cozuelos de los años 1556-1560, y la vecindad que hay en cada pueblo.
En 1581, la población morisca de Calabazas asciende a 5 personas.
En 1667, se funda una Obra Pía de carácter asistencial.
En 1755, Pedro Payno y Mier, cura de Calabazas deja escrito en el Libro de Aniversarios y Becerro su impresión sobre el terremoto de Lisboa:

El día de todos los Santos en el año de 1755, que fue día dominical, a 1 de noviembre, hubo temblor de tierra universal a las diez de la mañana. Su duración, como dos minutos, y algo más en partes. Y en el mar por espacio de tres o cuatro meses. El que causó asombro y espanto. Con advertencia que no todos le vieron, sino es los que estaban parados

### Edad Contemporánea
En 1834, a la caída del Antiguo Régimen la localidad se constituyó en municipio constitucional en la región de Castilla la Vieja, partido judicial de Fuentidueña.
En 1835, el partido judicial de Fuentidueña se integró en el partido judicial de Cuéllar.
En 1845, el municipio fue incluido en la demarcación del nuevo puesto de la Guardia Civil creado en Fuentidueña.
En 1846, se publicó el Tomo V del Diccionario geográfico-estadístico-histórico de España y sus posesiones de Ultramar, de Pascual Madoz, donde se ofrece esta descripción de Calabazas:

CALABAZAS: 1. con ayunt. de la prov. y dióc. de Segovia (10 leg.) , part. jud. de CuelIar(O), aud. terr. y c g. de Madrid (20): SIT. en una pendiente; le combalen bien los vientos, y su CLIMA es sano: tiene 00 CASAS inclusa la de ayunt. , una fueule dc buen agua , aunque algo c-.liza , escuela de instrucción primaria común á ambos sexos , á cargo de un maestro, con la dotación de 400 rs., y una igl parr. (la Asunción de Nuestra Señora), servida por un párroco cuyo curato es de segundo ascenso y de provisión real y ordinaria : el cementerio se halla en parage (pie no ofende la salud pública: en los afueras del pueblo, al lado E. , se encuentra una ermita (San Roque): confina el TÍ:RM. con Fuentidueña, Aldea de los valles dc Fuentidueña y con Fuentesauco. El TERRENO es pedregoso y de mediana calidad ; hay un monte de roble y una deh. boyal, CAMINOS: los de pueblo á pueblo, pantanosos, CORREOS: se reciben de la adm. de Peñafiel por balijcro, los miércoles y sábados, y salen martes y viernes, PROD. : toda clase dc cereales; mantiene ganado lanar y vacuno; cria caza de liebres y perdices, IND. : agricultura y ;¡ telares de cáñamo, COMERCIO: esportacion de los frutos sobrantes á los mercados de los pueblos limítrofes, POBI.. : 61 vec, 238 alm. CAP. IMP.: 41,584 rs. CONTR.: según el cálculo general de la prov., 20'72 por 100: el PRESUPUESTO MUNICIPAL asciende á 1,192 rs. 28 mrs., y se cubre con 300 rs. , producto de propio* , y por reparto vecinal.

En 1911, el municipio pasó a depender del puesto de la Guardia Civil de Sacramenia.
En 1988, el municipio abandonó el partido judicial de Cuéllar para integrarse en el partido judicial de Sepúlveda.

## Demografía
Cuenta con una población de 25 habitantes (INE 2024).
| Gráfica de evolución demográfica de Calabazas de Fuentidueña entre 1842 y 2021 |
| |
| Población de derecho según los censos de población del INE Población de hecho según los censos de población del INEEn estos censos se denominaba Calabazas: 1842, 1857, 1860, 1877, 1887, 1897, 1900, 1910, 1920, 1930, 1940, 1950, 1960, 1970, 1981 y 1991 |

El municipio, que tiene una superficie de 14,90 km², cuenta según el padrón municipal para 2024 del INE con 25 habitantes y una densidad de 1,68 hab./km².

## Administración y política
| Periodo   | Nombre                    | Partido |
| --------- | ------------------------- | ------- |
| 1979-1983 | Efrén Cabrero Velasco     | UCD     |
| 1983-1987 | Delfino San Juan Pascual  | CP      |
| 1987-1991 | Delfino San Juan Pascual  | PDP     |
| 1991-1995 | Delfino San Juan Pascual  | PP      |
| 1995-1999 | Delfino San Juan Pascual  | PP      |
| 1999-2003 | Delfino San Juan Pascual  | PP      |
| 2003-2007 | Fernando San Juan Galindo | PP      |
| 2007-2011 | Fernando San Juan Galindo | PP      |
| 2011-2015 | Francisca Jurado Loriente | PP      |
| 2015-2019 | Francisca Jurado Loriente | PP      |
| 2019-2023 | Francisca Jurado Loriente | PP      |
| 2023-act. | Francisca Jurado Loriente | PP      |

## Transporte y comunicaciones
Red viaria
Dentro de la red de carreteras, Calabazas cuenta con las siguientes conexiones:
| Identificador | Denominación         | Itinerario                               |
| ------------- | -------------------- | ---------------------------------------- |
| SG-V-2423     | Carretera provincial | Fuentidueña - Fuentesaúco de Fuentidueña |

## Cultura

### Patrimonio
- Iglesia de Nuestra Señora de la Asunción (Calabazas de Fuentidueña).

- Ermita de San Roque.

- Bodegas típicas.
- Pilón y lavaderos.

- Fuente del Cuadro.

### Fiestas
- Segundo sábado de febrero, festividad de Santa Águeda
- 4 de julio, festividad de Santa Isabel
- 15 de agosto, festividad de Nuestra Señora de la Asunción
- 16 de agosto, festividad de San Roque